# Czesław Stanula
Dom Czesław Stanula, CSsR, também conhecido como Ceslau Stanula, (Szerzyny, 27 de março de 1940 - Salvador, 14 de maio de 2020) foi um religioso polaco, missionário redentorista, bispo emérito de Itabuna.

## Carreira
Foi ordenado sacerdote no dia 9 de julho de 1964 por Dom Jerzy Karol Ablewicz, bispo de Tarnów na Polonia, foi eleito bispo da Diocese de Floresta em 17 de junho de 1989, sagrado bispo no dia 5 de maio de 1989 em Salvador, foi transferido para a Diocese de Itabuna em 27 de agosto de 1997.
Dom Ceslau Stanula chegou ao Brasil no dia 12 de abril de 1972 para Bom Jesus da Lapa, ocupou as funções de Superior da Missão Redentorista da Bahia durante 9 (nove) anos, Reitor do Santuário Bom Jesus da Lapa, Pároco da Paróquia, Vigário Geral da Diocese, Professor do Colégio de São Vicente, Diretor da Gráfica “Bom Jesus”, Assistente Eclesiástico e orientador da Congregação das Filhas de Fátima e pregando também as missões populares. Aqui escreveu um pequeno “Catecismo Popular”.
Em 1948 foi transferido para Salvador, para a Comunidade de São Lázaro e Paróquia da Ressurreição no bairro Ondina. No início assumiu a função de Vigário Paroquial e Diretor Espiritual do Encontro dos Casais com Cristo (ECC) e do “Grupo Repartir”. Com predileção dedicou-se à Pastoral Familiar. Trabalhou como professor na Escola Superior de Fé e Catequese “Lumen Christi”. Depois foi nomeado Superior da Comunidade Redentorista de São Lázaro, Pároco da Paróquia de Ondina, funções que desempenhou até a nomeação do bispo. Como Pároco, iniciou a construção da igreja de Ondina, no dia 6 de maio de 1989.
Foi nomeado Bispo Diocesano de Floresta – Pernambuco, pelo Santo Padre o Papa João Paulo II, no dia 23 de agosto de 1989, recebeu a Ordenação Episcopal na Paróquia de Ondina. Como bispo da Diocese de Floresta foi eleito bispo referencial da Pastoral Familiar, animador da Vida Consagrada na CNBB Regional NE II. Foi transferido pelo Papa João Paulo II para a vacante diocese de Itabuna (BA), tomou pose no dia 26 de outubro de 1997, onde exerceu seu ministério episcopal por 20 anos, até que se tornou bispo emérito ano de 2017, quando se aposentou.
A partir da daí, retornou para a Congregação Redentorista, residindo na Comunidade Redentorista Santo Afonso em Salvador (BA) e colaborado com as celebrações na Paróquia da Ressurreição do Senhor e no Carmelo da Bahia.
Morreu no dia 14 de maio de 2020 aos 80 anos.